# Malindi (distrikt)
Malindi var fram till 2010 ett av Kenyas distrikt, och låg i provinsen Kustprovinsen. År 1999 hade distriktet 544 303 invånare. Huvudorten är Malindi.